# Arfamoussaya
Arfamoussaya est une ville et une sous-préfecture de Guinée, rattachée à la préfecture de Dabola et à la région de Faranah.

## Population
En 2016, le nombre d'habitants est estimé à 17 663, à partir d'une extrapolation officielle du recensement de 2014 qui en avait dénombré 16 523 .

## Personnalité liées
- Mohamed Keïta (?-), homme politique guinéen.